# Antigo Cemitério Católico de Dresden

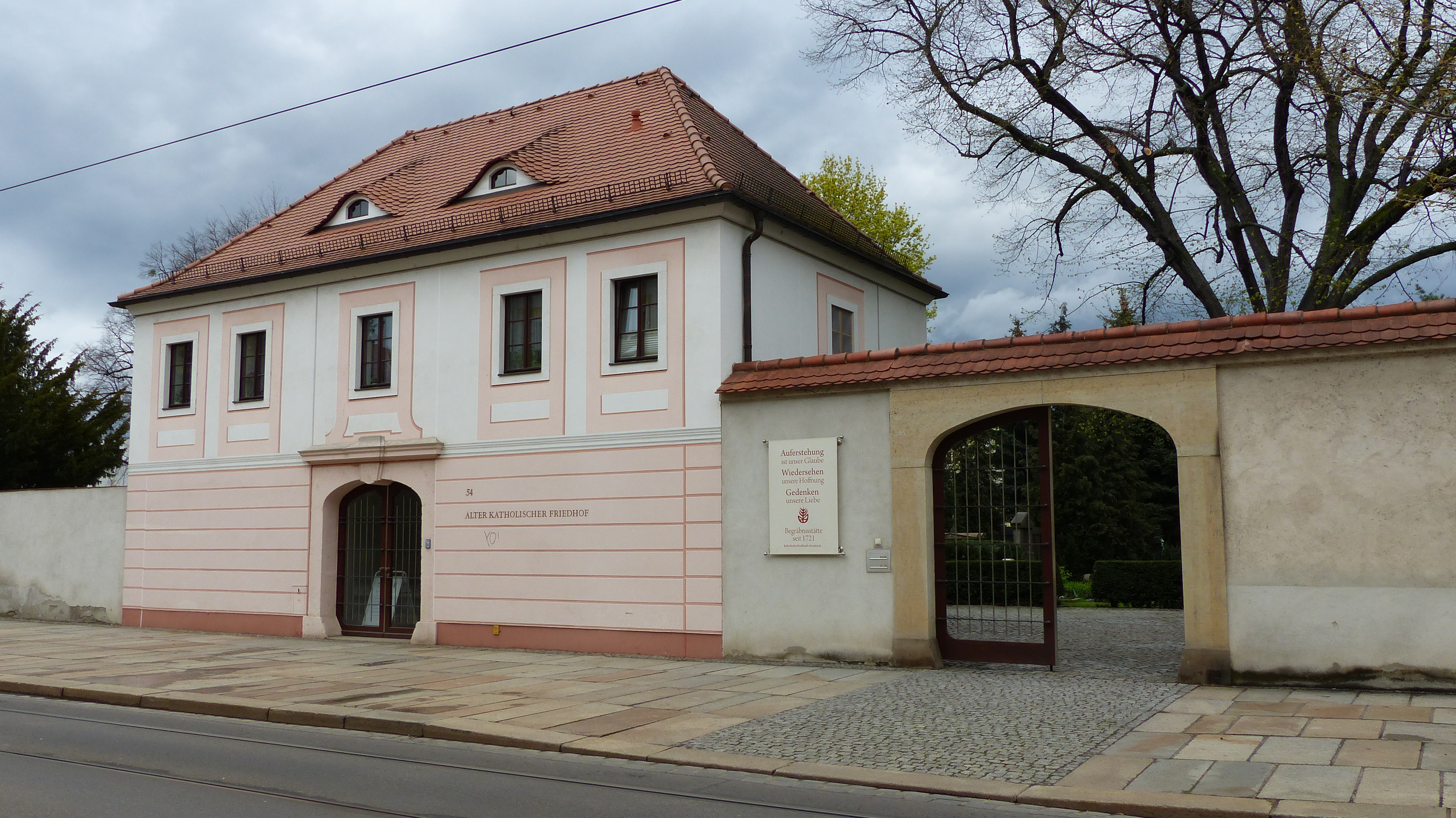
Entrada para o Alter Katholischer Friedhof

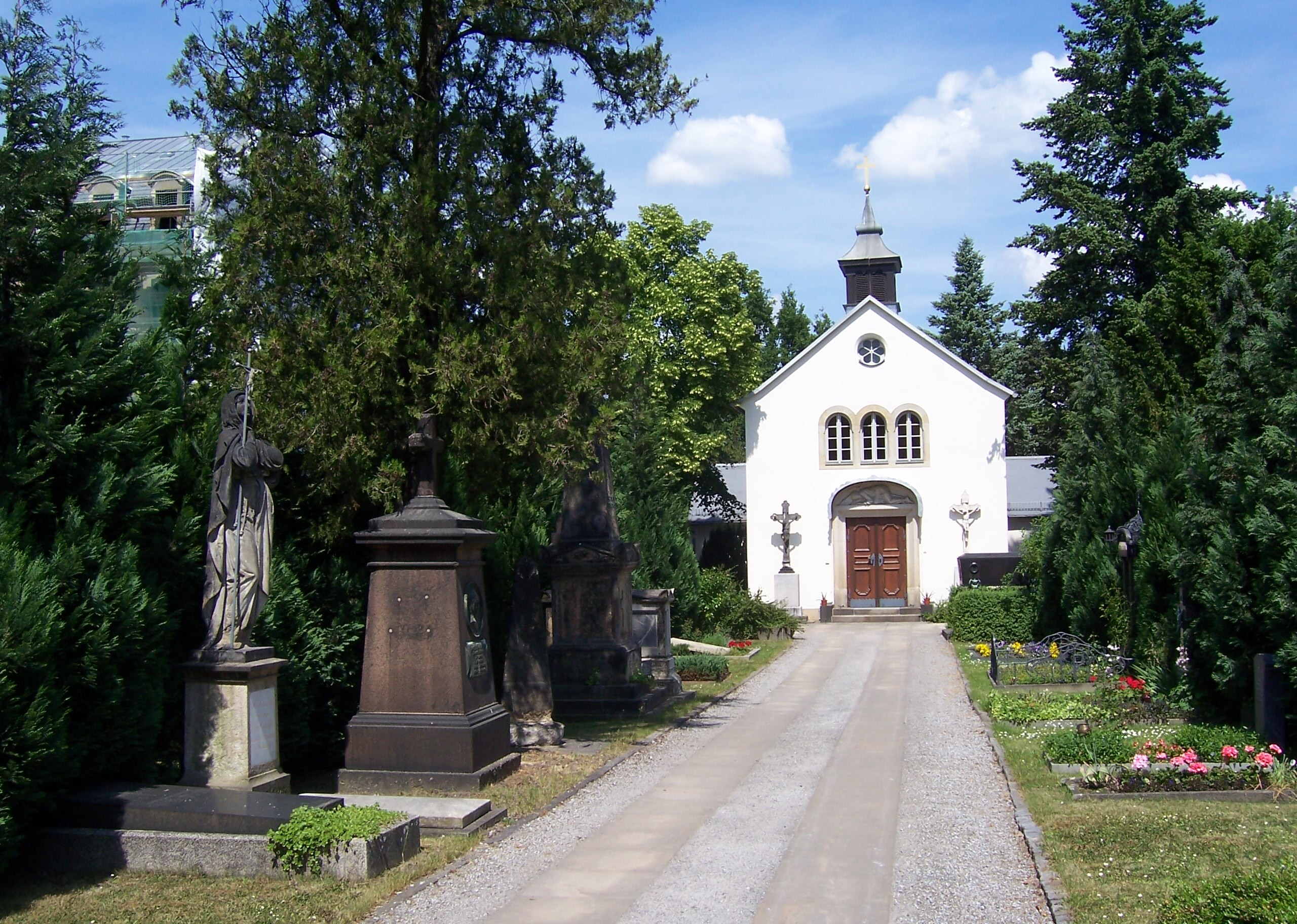
Capela do Alter Katholischer Friedhof

O Antigo Cemitério Católico de Dresden (em alemão:  Alte Katholische Friedhof (também Innerer Katholischer Friedhof) é um dos mais antigos cemitérios de Dresden ainda em uso, e foi na época de sua inauguração em 1724 o primeiro cemitério católico da cidade após a Reforma Protestante.

## Sepultamentos

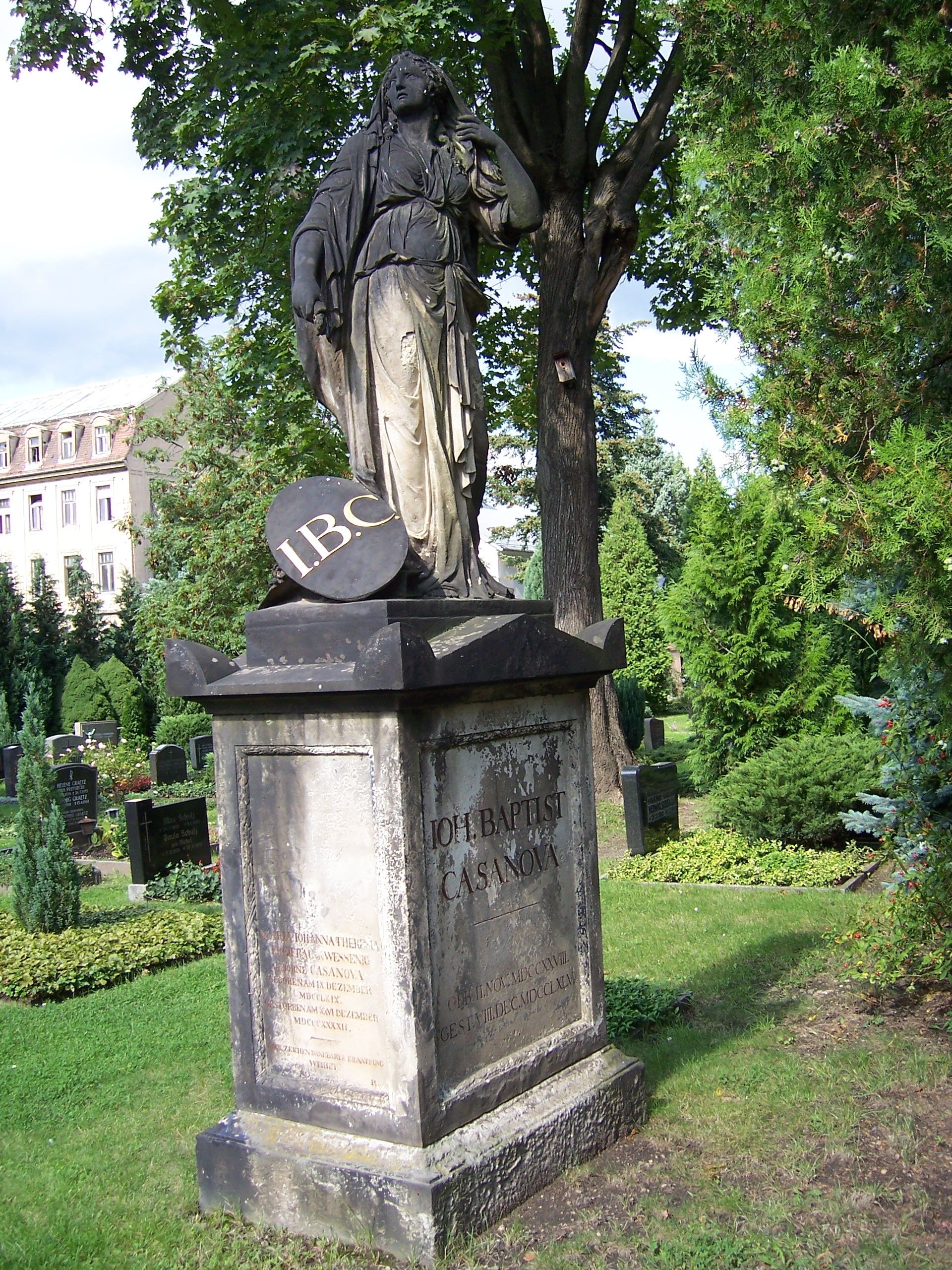
Sepultura de Giovanni Battista Casanova

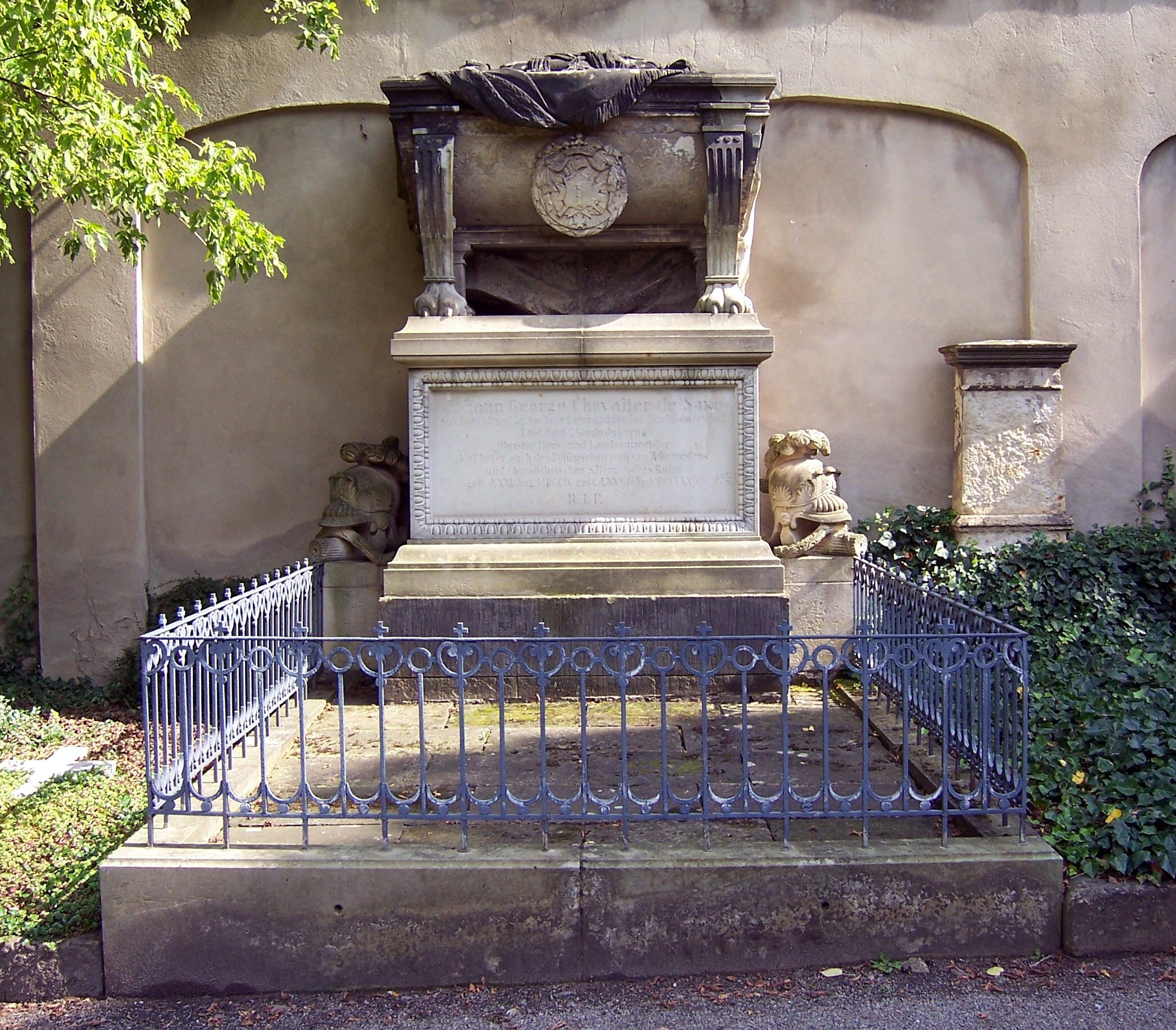
Sepultura de Johann Georg Chevalier de Saxe

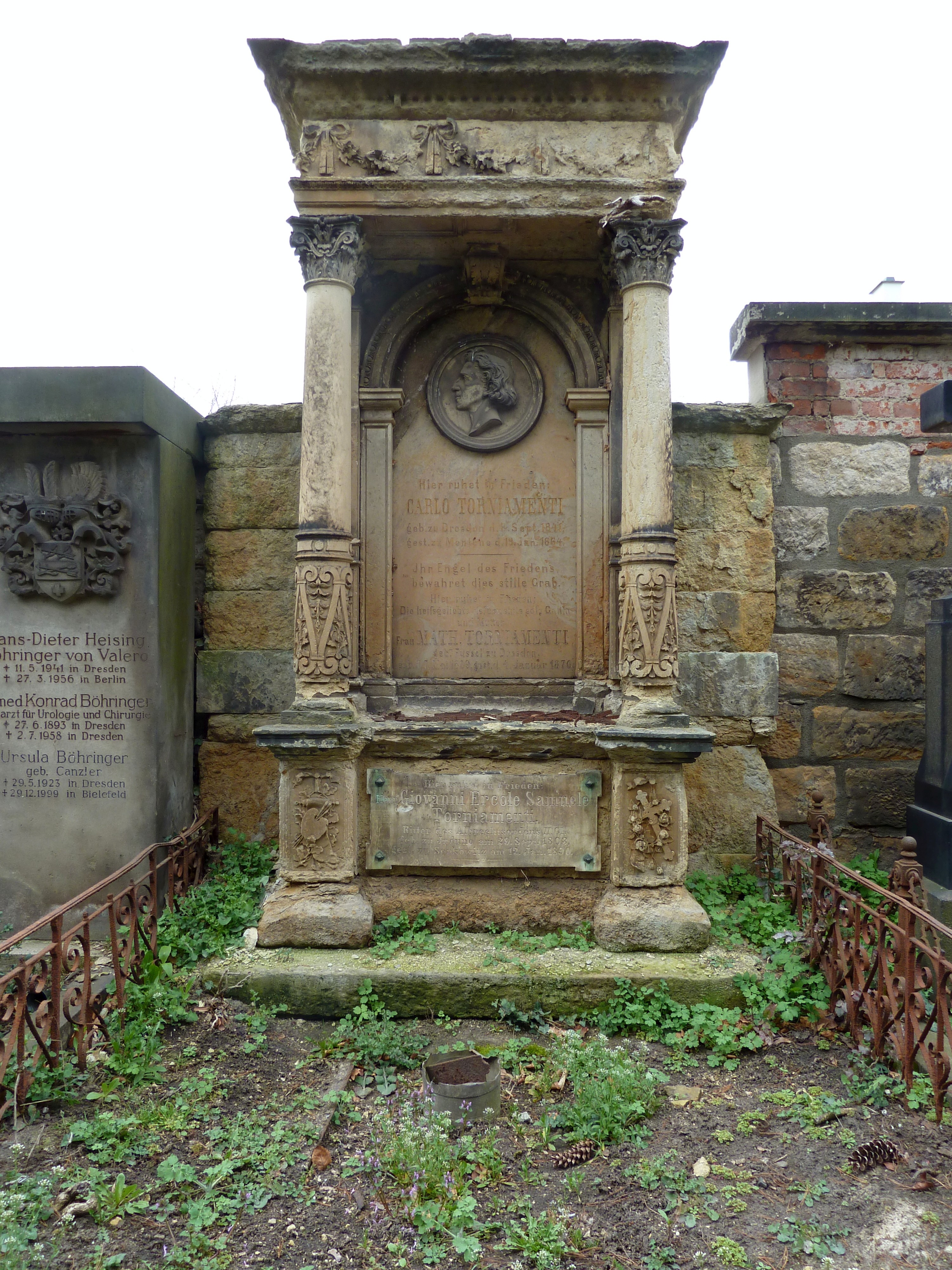
Sepultura de Carlo Torniamenti

- Albert von Sachsen (1934–2012), historiador
- Alois Andritzki (1914–1943), capelão
- Franz Bernert (1811–1890), bispo
- Theodor Blumer (1881–1964), compositor e dirigente
- Rudolf Bockelmann (1892–1958), cantor de câmara
- Bartolomeo Bosco (1793–1863), mágico
- Kazimierz Brodziński (1791–1835), poeta
- Giovanni Battista Casanova (1730–1795), escultor[2]
- Irene von Chavanne (1863–1938), cantora
- Eberhard Deutschmann (1926–2005), engenheiro civil
- Joseph Dittrich (1794–1853), bispo
- Ermenegildo Antonio Donadini (1847–1936), pintor
- Ermenegildo Carlo Donadini (1876–1955), pintor e restaurador
- Anton Dreyssig (1774–1815), músico
- Othmar Faber (1927–2008), religioso
- Leonhard Fanto (1874–1940), pintor
- Ludwig Forwerk (1816–1875), bispo
- Johann Christian Götze (1692–1749), bibliotecário
- Dieter Grande (1930–2016), religioso
- Ernst Julius Hähnel (1811–1891), escultor
- Joseph Herrmann (1800–1869), escultor
- Johann Centurius von Hoffmannsegg (1766–1849), botânico
- Ernst Hottenroth (1872–1908), escultor
- Johann Georg Chevalier de Saxe (1704–1774), filho ilegítimo de Augusto II da Polônia
- Auguste Charlotte von Kielmannsegge (1777–1863), espiã
- Hadwig Klemperer (1926–2010), filóloga e editora
- Karl August Krebs (1804–1880), sepultura: Carl August Miedke gen. Krebs, Hofkapellmeister
- Mary Krebs-Brenning (1851–1900), pianista
- Aloyse Krebs-Michalesi (1824–1904), cantora de ópera
- Edmund Kretschmer (1830–1908), compositor
- Gerhard von Kügelgen (1772–1820), pintor
- Franziska Martloff (1788–1865), cantora e atriz
- Marvelli jr. (1932–2008), mágico
- Franz Laurenz Mauermann (1780–1845), bispo
- Klaus Mertens (1931–2014), arquiteto
- Karl Borromäus von Miltitz (1781–1845), poeta e compositor
- Georg O’Byrn (1864–1942), major general
- Alexander von Oer (1841–1896), engenheiro civil
- Theobald von Oer (1807–1885), pintor
- Gustaw Olizar (1798–1865), poeta
- Elisabeth Maria Magdalena Antonia von Olsufjew, mulher de Alexej Adamowitsch Olsufjew, patrono e projetos sociais
- Ferdinand Pauwels (1830–1904), pintor
- Balthasar Permoser (1651–1732), escultor
- Franz Pettrich (1770–1844), escultor
- Friedrich von Schlegel (1772–1829), filósofo e poeta
- Johann Alois Schneider (1752–1818), bispo católico
- Aloys Scholze (1893–1942), padre
- Franz Anton Schubert (1768–1824), compositor
- Franz Seydelmann (1748–1806), compositor
- Karl Sontag (1828–1900), ator
- Kurt Striegler (1886–1958), compositor
- Josef Eduard Tammer (1883–1959), pintor
- Joseph Tichatschek (1807–1886), cantor de ópera
- Carl Ulbricht (1904–1981), político
- Harald Walther (1929–2013), paleobotânico
- Carl Maria von Weber (1786–1826), compositor
- Max Maria von Weber (1822–1881), engenheiro ferroviário
- Hermann Joseph Weisbender (1922–2001), vigário geral
- Bernhard Wensch (1908–1942), pastor de jovens
- Elżbieta Zimmermann (1943–2007), promotora da reconciliação germano-polonesa